# UD2
Pour les articles homonymes, voir UD et 2 (nombre).
En langage assembleur x86, l'instruction UD2 est un mnémonique pour Undefined instruction (traduction : Instruction non définie).
- L'instruction fut ajoutée au processeur Pentium Pro.
- Son opcode est 0F 0B.

## Description
L'instruction UD2 produit un opcode invalide, c'est-à-dire, qu'elle mime exactement le même processus dans le cas où le processeur rencontrerait un opcode qu'il ne connaît pas. Cette instruction est à réserver à des fins de tests uniquement, afin de générer spécifiquement et uniquement une erreur d'opcode invalide. C'est le seul et unique but de cette instruction.

## Drapeaux affectés
Aucun drapeau n'est affecté.

## Exceptions générées
UD2 produit une exception de type UD (Undefined opcode, vecteur d'interruption numéro 6) et ce pour les trois modes d'opérations (Mode réel, Mode virtuel 8086, Mode protégé).

## Exemple d'utilisation

### LangagesCouC++
- Microsoft Visual C++ (code non portable)

```
#include
 
<windows.h>

#include
 
<iostream>

bool
 
__ud2
(
void
)

{

	
__try
{

		
__asm
{
UD2
}

	
}

    
__except
(
GetExceptionCode
()
 
==
 
EXCEPTION_ILLEGAL_INSTRUCTION
 
?
 

             
EXCEPTION_EXECUTE_HANDLER
 
:
 
EXCEPTION_CONTINUE_SEARCH
)

	
{

		
return
 
true
;

	
}

	
return
 
false
;

 
}

int
 
main
(
void
)

{

	
if
 
(
 
__ud2
()
 
)

		
std
::
cout
 
<<
 
"Exception d'opcode invalide rencontrée"
;

	
else

		
std
::
cout
 
<<
 
"Exception d'opcode invalide non rencontrée"
;

	
return
 
0
;

}

```